# My Way (canção de Usher)
"My Way" é uma canção do cantor norte-americano Usher,  a música foi lançada dia 26 de maio de 1998 como terceiro single do seu segundo álbum de estúdio My Way. Apesar de solicitação de airplay, o single vendeu muito bem e alcançou a segunda posição na Billboard Hot 100. Devido ao mal procedimento de "Nice and Slow" no Reino Unido, "My Way" não foi lançada no país.

## Faixas e formatos
| United State Vinil |                                               |         |         |  |
| N.º                | Título                                        | Nota(s) | Duração |  |
| 1.                 | "My Way (Remix W/J.D.) com Jermaine Dupri"    |         | 3:37    |  |
| 2.                 | "My Way (Remix Instrumental)"                 |         | 3:37    |  |
| 3.                 | "My Way (Remix Acappella) com Jermaine Dupri" |         | 3:37    |  |
| 4.                 | "My Way (Album Version)"                      |         | 3:38    |  |
| 5.                 | "My Way (Instrumental)"                       |         | 3:36    |  |
| 6.                 | "My Way (Acapella)"                           |         | —       |  |

## Desempenho

### Posições
| País           | Tabelas musicais(1998)        | Melhor posição |
| -------------- | ----------------------------- | -------------- |
| Austrália      | Australian ARIA Singles Chart | 48             |
| Alemanha       | Germany Charts                | 49             |
| Países Baixos  | Dutch Top 40                  | 21             |
| Nova Zelândia  | New Zealand Singles Chart     | 17             |
| Estados Unidos | Billboard Hot 100             | 2              |
| Estados Unidos | Billboard R&B/Hip-Hop Songs   | 4              |

### Tabelas musicais de final de ano
| País           | Tabelas musicais de final de ano (1998) | Posições |
| -------------- | --------------------------------------- | -------- |
| Estados Unidos | Billboard Hot 100                       | 16       |

### Tabelas musicais de final de década
| País           | Chart (1990–1999) | Position |
| -------------- | ----------------- | -------- |
| Estados Unidos | Billboard Hot 100 | 81       |